# Спірово (смт)
Спірово — селище міського типу, адміністративний центр Спіровського району Тверської області Росії.
Розташоване 80 км на північний захід від обласного центру. Залізнична станція на лінії Москва — Санкт-Петербург.

## Історія

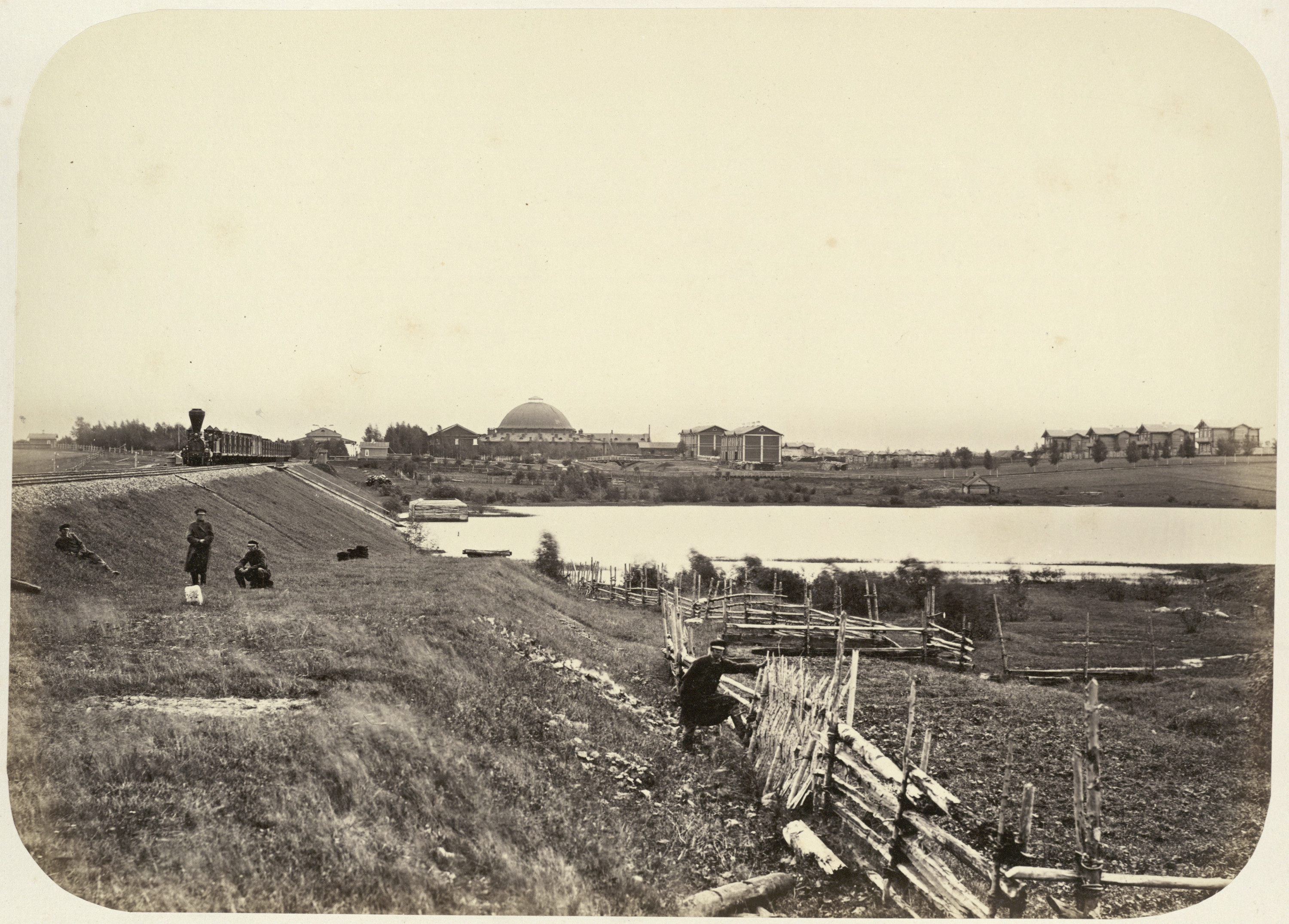
Спірово в 1860-ті роки

Відоме з 1545 як займище Спірово погоста Єгорьєвская Мокрінь Бежецької пятіни Новгородської землі. У 1847 поблизу селища пройшла Миколаївська залізниця. У 1886 засновано скляний завод. Статус селища міського типу — з 1928.

## Економіка
Діє скляний завод ТОВ «ВІП Гласс», хлібокомбінат, розвинена деревообробка.

## Культура
Краєзнавчий музей.

## Відомі люди
У селищі навчався льотчик-випробувач, Герой Радянського Союзу Сергій Георгійович Бровцев.